# Difosa
Difosa o Distribuidora Fonográfica Centroamericana, S.A. es una compañía discográfica guatemalteca orientada a la promoción de artistas guatemaltecos y centroamericanos, con el objetivo de dar a conocer la música propia de estos países al resto del mundo.

## Historia
Difosa inició su actividad en 1985 bajo el nombre VYPRO (Ventas y Promociones Especiales) distribuyendo material discográfico local guatemalteco. 
En 1990 inició la búsqueda de nuevos talentos musicales, inaugurando así su propio estudio de grabación. En 1992, VYPRO obtuvo el Premio Arco Iris Maya como el mejor estudio de grabación de Guatemala. 
En 1995, VYPRO se juntó con otros dos sellos discográficos: PCM (Production Caribean Music) y RS (Record Sound), convirtiéndose en lo que hoy se conoce como Difosa. En 1998 se terminó la construcción de las actuales oficinas de Difosa en Guatemala. 
En 2007, Difosa inició una relación comercial con la empresa española MetaNetwork, S.L. Archivado el 20 de diciembre de 2016 en Wayback Machine. con el fin de representar a sus artistas en plataformas de música digitales como iTunes.
En 2009, Difosa empezó a distribuir su catálogo musical a través de Internet, y se registró oficialmente en la Federación Internacional de la Indústria Fonográfica.
Difosa creó su primer canal de YouTube en 2010, llamado Difosa Music.
El fundador de Difosa, Carlos René Piril Pineda, falleció en 2011, dejando la dirección de la empresa a sus dos hermanos Erwin Orlando Piril Pineda y Rubén Darío Piril Pineda. 
En 2012 Difosa creó su segundo canal de YouTube, llamado DifosaTV exclusivo para conciertos en vivo. En 2016 este canal recibió el reconocimiento Botón de Plata de YouTube por conseguir sobrepasar los 100.000 suscriptores.

## Artistas

### Género Marimba Orquesta
- Fidel Funes y su Marimba Orquesta
- Internacionales Conejos
- Miguel Ángel Tzul y su Marimba Orquesta
- Checha y su India Maya
- Marimba Orquesta Alma Tuneca
- Marimba Orquesta Sonora Ideal
- Marimba Orquesta La Voz de Zunil
- Marimba Orquesta La Gran Manzana
- Marimba Orquesta Nicho y sus Cachorros

### Género Marimba Pura
- Marimba Maderas Chapinas
- Marimba Usula Internacional
- Marimba María Concepción
- Guillermo de León Ruíz y su Estrella de Guatemala

### Música Tropical
- Paco Oliva y Los Francos
- Ronald y Los Bravos
- Aníbal y Los Herederos del Bordo
- Y2K (Way Two Key)

### Música Instrumental
- Arturo Xicay
- Marimba Perla de Guatemala y sus Saxofones

### Género Norteño Ranchera
- Cynthia Arana
- Banda Santa Cecilia
- Banda La Auténtica del Compa Jacinto

### Música Folclórica
- Marimba de Concierto de Chichicastenango
- Marimba Ixtia Jacalteca

### Música Cristiana
- Enviados de Cristo
- RDE Band

### Baladas Pop
- Roberto Rey
- César de Guatemala

### Música Rock
- Cuarto Creciente
- La Horchata Regular Band